# Gintaras Staučė
Gintaras Staučė, né le 24 décembre 1969 à Alytus, est un footballeur lituanien qui est actuellement l'entraîneur des gardiens de la sélection russe. 
Gintaras Staučė a joué 61 matchs en faveur de l'équipe nationale lituanienne. Il fut "meilleur footballeur lituanien de l'année" en 1995 et 1996.
En club il a notamment joué pour le Spartak Moscou en Russie, Galatasaray en Turquie, et le MSV Duisbourg en Bundesliga.
Le 30 août 2004, Staučė a annoncé sa retraite internationale avant le début de la campagne 2006 de qualification de coupe du monde de la FIFA. Il a été remplacé dans l'équipe lituanienne par Žydrūnas Karčemarskas.

## Palmarès
Spartak Moscou
- Champion de Russie en 1992, 1993 et 1994.
- Vainqueur de la Coupe de Russie en 1994.

 Galatasaray SK
- Finaliste de la Coupe de Turquie en 1995.

 MSV Duisbourg
- Finaliste de la Coupe d'Allemagne en 1998.